# Verilog
Verilog är ett hårdvarubeskrivande språk liksom VHDL. Det används för att beskriva digitala kretsar som sedan kan realiseras och hamna på ett chip. En stor skillnad mellan hårdvarubeskrivande språk och konventionella programspråk är att exekvering av ett programblock kan ske både parallellt och sekventiellt.
Fördelen med att konstruera kretsar med hjälp av ett språk är att det är lättare att simulera och realisera än att räkna allting för hand. Det är också lättare att beskriva vad en funktion ska åstadkomma i ett chip och sedan låta en kompilator räkna ut den optimala grindstrukturen.
Verilog lånar många element av sin syntax och exekvering från C.
En skillnad mellan Verilog och VHDL är att Verilog-standarden inte definierar parallellitet på ett sätt som gör exekveringen kompilatoroberoende. Verilog skapades som ett kommersiellt programspråk från början och har därför programelement för att underlätta konstruktion och verifiering av en design, till skillnad från VHDL som fått dylika funktioner senare som en påbyggnad.

## Historia
Verilog skapades 1984 av Gateway Design Automation Inc som köptes 1990 av Cadence. Cadence valde 1991 att försöka öppna språket och göra det till en standard. Arbetet kallades Open Verilog Initiative (OVI) men man såg snart att man behövde en hårdare standard för att inte språket åter skulle divergera. Därför vände man sig till det amerikanska standardiseringsorganet IEEE och bildade 1994 IEEE [1364 Working Group]. Arbetsgruppen standardiserade språket 1995 som IEEE std. 1364-1995.

## Programexempel

### D-vippa
Följande exempel är en D-vippa med asynkron reset:
```
module
 
d_flipflop

(
input
 
wire
 
clk
,

 
input
 
wire
 
reset_n
,

 
input
 
wire
 
q
,

 
output
 
reg
 
d
);

  
always
 
@(
posedge
 
clk
,
 
negedge
 
reset_n
)
 
begin

    
if
 
(
not
 
reset_n
)
 
begin

      
d
 
<=
 
1
'b0
;

    
end
 
else
 
begin

      
d
 
<=
 
q
;

    
end

  
end

endmodule

```